# Фредонский мятеж
Фредонский мятеж (21 декабря 1826 года — 31 января 1827 года) был первой попыткой англоговорящих переселенцев в Техасе отделиться от Мексики. Переселенцы, возглавляемые Хаденом Эдвардсом, провозгласили независимость от Мексики Техаса и создали Республику Фредонию.

## Последствия

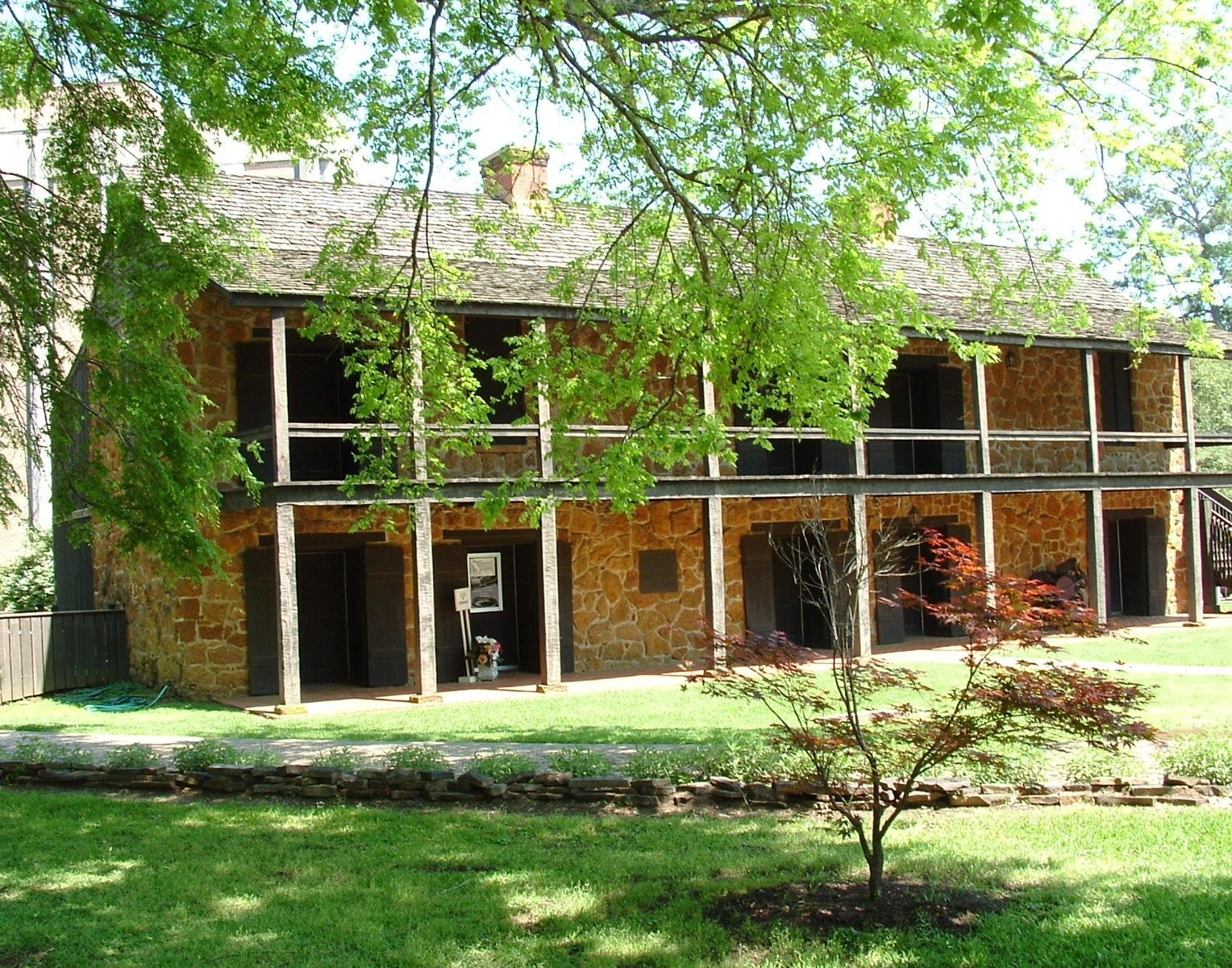
Этот старый каменный форт был осажден во время восстания.

Именно это выступление подготовило почву для Техасской революции, в ходе которой Техас получил независимость. Восстание изменило отношения между индейцами и поселенцами, племена чероки, вако и прочие неоднократно вмешивались в конфликт на стороне повстанцев. Мексика под руководством президента Гваделупе Виктория усилила гарнизоны в регионе, при президенте Висенте Герреро запретила рабство, бывшее в ходу у англоязычных колонистов, и, наконец, были приняты законы от 6 апреля 1830, ограничивающие иммиграцию в Техас. Именно эти законы были одной из причин Техасской революции.

## Хэден Эдвардс

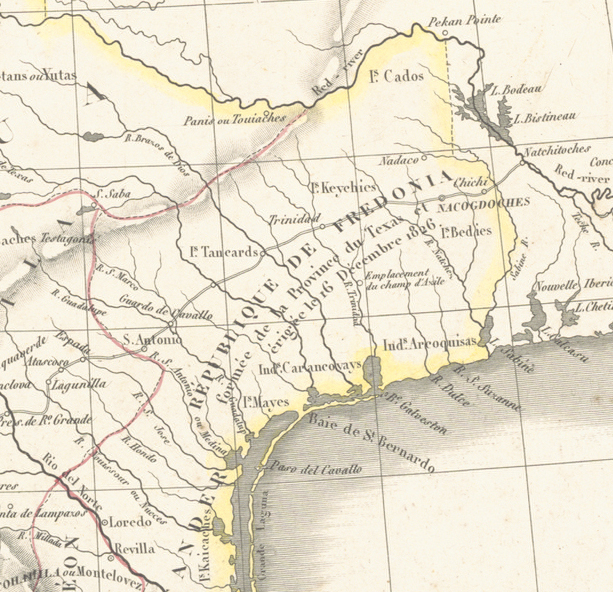
Географическая карта

Родился в 1771 году, округе Стаффорд, Виргиния, в семье торговца землёй. Получив юридическое образование, Хэден последовал примеру отца, и тоже занялся земельными спекуляциями.
В 1820 году Эдвардс переехал в Миссисипи, но услышал там про планы Мозеса Остина устроить поселение в Техасе, и, недолго думая, отправился туда же. В Мехико Эдвардс познакомился со Стивеном Остином. Будучи очень богатым человеком, Эдвардс возложил на себя обязательства по финансированию нового поселения.
В 1824 году Эдвардс получил в своё распоряжение участок около миссии Накогдочес, где ему предстояло расселить 800 семей. Сначала, как и другие земельные торговцы в Техасе, Эдвардс согласился признать земельные наделы, распределённые ещё мексиканским правительством, но в 1825 году неожиданно объявил, что прежним владельцам необходимо подтвердить свои права. В противном случае он грозился перераспределить их участки. Такое решение возмутило старых поселенцев и новые власти. Кроме того, Хэден был вовлечен в избирательный скандал, когда попытался «протолкнуть» на пост руководителя Техаса своего зятя. Результатом такой его деятельности стало решение аннулировать права Эдвардса на землю и выслать его из Техаса.
Эдвардс был потрясен таким поворотом событий. Он вложил в земельный бизнес в Техасе 50 000 долларов и не желал их потерять просто так. Отмена его прав на землю автоматически аннулировала права поселенцев, переехавших на его землю. Таким образом, у Эдвардса появилась небольшая армия сторонников. Он стал готовить восстание против мексиканских властей Техаса. В ноябре 1826 года его планы были разоблачены, и он был на короткое время арестован.
После освобождения подготовка восстания возобновилась. Слухи о брожениях в Техасе дошли до Мехико, откуда был отправлен вооруженный отряд. Когда мексиканцы прибыли в Накогдочес, там уже существовала Республика Фридония с Хэденом Эдвардсом во главе. Новая «республика» успела заключить договор о совместном выступлении с индейцами-чероки, но была разгромлена в феврале 1827 года. Хэден Эдвардс бежал в Луизиану.
Во время Техасской войны Эдвардс вернулся в Техас, поселился в Накогдочесе, где и прожил, занимаясь земельными спекуляциями, до самой своей смерти в 1849 году.